# Everything I Own
Everything I Own ist ein Lied von Bread aus dem Jahr 1972, das von David Gates geschrieben und produziert wurde. Es erschien auf dem Album Baby I'm-a Want You.

## Geschichte
Obwohl viele Hörer den Text des Liedes von der Bedeutung her mit einer zerbrochenen Liebesbeziehung verbinden, äußerte in einem Interview der Songwriter David Gates, dass es seinem damals verstorbenen Vater gewidmet ist. „Ein Freund von mir stand mir am Tag der Beerdigung bei und sagte zu mir: ‚Dein Vater wäre stolz auf dich, wenn du ihm einen Song widmen würdest.‘ Ich stimmte zu und schrieb das Lied.“
Das Lied wurde am 29. Januar 1972 veröffentlicht, entspricht einer Länge von 3:07 Minuten und geht in die Musikrichtung Softrock. 2010 hörte man das Lied in einer Werbung von Werther’s Original.

## Coverversion von Boy George
Im Jahr 1987 veröffentlichte Boy George seine Coverversion des Stückes, die somit zu seiner Debütsingle wurde. Auf die Idee das Cover in Reggae zu interpretieren, kam Boy George durch die Version von Ken Boothe und dem Culture-Club-Klassiker Do You Really Want to Hurt Me. Die Veröffentlichung kam zeitgleich mit Boy Georges Festnahme wegen Besitzes von Heroin, welche sich negativ auf seine Karriere auswirkte; mit dem Erlös der Single konnte er die Kaution bezahlen. Die Veröffentlichung des Covers war am 5. März 1987, in den Ländern Großbritannien, Irland und Norwegen wurde es ein Nummer-eins-Hit.

## Andere Coverversionen
- 1972: Andy Williams
- 1972: Olivia Newton-John
- 1974: Ken Boothe
- 1974: Marcia Griffiths
- 1974: Cilla Black
- 1982: Crystal Gayle
- 1993: Remingtons
- 1994: Shirley Bassey
- 1998: N'Sync
- 2002: Edison Lighthouse
- 2003: Augustus Pablo
- 2005: Tarnation
- 2006: Rod Stewart
- 2006: Jason Mraz feat. Chrissie Hynde (The Joker/Everything I Own)
- 2008: Nicole Scherzinger
- 2009: Susanna Hoffs
- 2013: Boyzone
- 2013: Jim Brickman